# Alicia Villarreal
Alicia Villarreal est une chanteuse mexicaine née le 31 août 1971 à Monterrey.

## Discographie
- Cuando el Corazón Se Cruza (2005)
- Orgullo de Mujer (2006)
- La Jefa (2009)
- Soy Lo Prohibido (2011)
- La Villarreal (2017)